# Tommy Gunn
Tommy Gunn er født Thomas Joseph Strada den 13. maj 1967 i Philadelphia, Pennsylvania, er en amerikansk skuespiller der medvirker i pornografiske film. 

## Karriere
Gunn begyndte sin karriere som pornografisk skuespiller i 2004 og var hurtigt et velset ansigt og en efterspurgt skuespiller. Han fik officiel erkendelse da han vandt 2005 AVN Best Male Newcomer. Han medvirker for det meste i film fra selskabet Wicked Pictures Inc. Gunn er 1,73 cm høj. Han vejer 84 kg og har brunt hår.